# Fabens (Texas)
Fabens es un lugar designado por el censo ubicado en el condado de El Paso en el estado estadounidense de Texas. En el Censo de 2010 tenía una población de 8257 habitantes y una densidad poblacional de 733,22 personas por km².

## Geografía
Fabens se encuentra ubicado en las coordenadas 31°30′47″N 106°9′19″O / 31.51306, -106.15528. Según la Oficina del Censo de los Estados Unidos, Fabens tiene una superficie total de 11.26 km², de la cual 11.20 km² corresponden a tierra firme y 0.06 km² (0.53 %) es agua.

## Demografía
Según el censo de 2010, había 8257 personas residiendo en Fabens. La densidad de población era de 733,22 hab./km². De los 8257 habitantes, Fabens estaba compuesto por el 85.81 % blancos, el 0.4 % eran afroamericanos, el 0.56 % eran amerindios, el 0.28 % eran asiáticos, el 0.04 % eran isleños del Pacífico, el 11.32 % eran de otras razas y el 1.6 % pertenecían a dos o más razas. Del total de la población el 96.8 % eran hispanos o latinos de cualquier raza.